# Michail Alexandrowitsch Jewstafjew

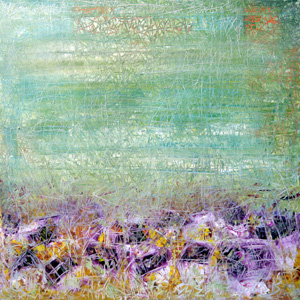
M. Jestafjew: „Dorf unter Traumhimmel“

Michail Alexandrowitsch Jewstafjew (russisch Михаил Александрович Евстафьев; * 1963 in Moskau) ist ein russischer Maler, Fotograf und Schriftsteller. 
Unter dem Einfluss der Arbeiten seiner Mutter, Großmutter und seines Urgroßvaters, alle drei Bildhauer, begann er bereits in frühem Alter zu malen, entschied sich aber dann dafür, Journalismus an der Lomonossow-Universität zu studieren. In den 1980er Jahren diente er im Afghanistankrieg, über den er später den Roman Zwei Schritte vom Himmel veröffentlichte. Später arbeitete er als Kriegsberichterstatter für internationale Nachrichtenagenturen in verschiedenen Krisenherden. 
Als Fotograf widmete er sich auch der impressionistischen Topografie, besonders hervorstechend seine Arbeiten über Kuba, über orthodoxe Altgläubige in Rumänien und über seinen persönlichen Aufenthalt in London. 
Seine Gemälde und Fotografien wurden an verschiedenen Ausstellungsstätten weltweit ausgestellt: im Staatlichen Kremlpalast, in der Moskauer Manege und im Haus des Künstlers, im Wiener Hofburg-Kongress-Zentrum, und im Grand Central Terminal in New York. Seine Arbeiten befinden sich in Privatsammlungen in Österreich, Großbritannien, Frankreich, Polen, Russland und den Vereinigten Staaten.